# Newmanstown
Newmanstown és una concentració de població designada pel cens dels Estats Units a l'estat de Pennsilvània. Segons el cens del 2000 tenia 1.536 habitants.

## Demografia
Segons el cens del 2000, Newmanstown tenia 1.536 habitants, 603 habitatges, i 417 famílies. La densitat de població era de 270,8 habitants/km².
Dels 603 habitatges en un 33% hi vivien nens de menys de 18 anys, en un 55,7% hi vivien parelles casades, en un 8% dones solteres, i en un 30,7% no eren unitats familiars. En el 25,2% dels habitatges hi vivien persones soles el 12,6% de les quals corresponia a persones de 65 anys o més que vivien soles. El nombre mitjà de persones vivint en cada habitatge era de 2,53 i el nombre mitjà de persones que vivien en cada família era de 3,05.
Per edats la població es repartia de la següent manera: un 25,5% tenia menys de 18 anys, un 7,1% entre 18 i 24, un 30,5% entre 25 i 44, un 23,2% de 45 a 60 i un 13,6% 65 anys o més.
L'edat mediana era de 37 anys. Per cada 100 dones de 18 o més anys hi havia 96,6 homes.
La renda mediana per habitatge era de 43.098 $ i la renda mediana per família de 47.308 $. Els homes tenien una renda mediana de 29.280 $ mentre que les dones 21.759 $. La renda per capita de la població era de 18.284 $. Entorn de l'1,8% de les famílies i el 3,3% de la població estaven per davall del llindar de pobresa.

## Poblacions més properes
El següent diagrama mostra les poblacions més properes.